# Adoración de los pastores (El Greco, Valencia)

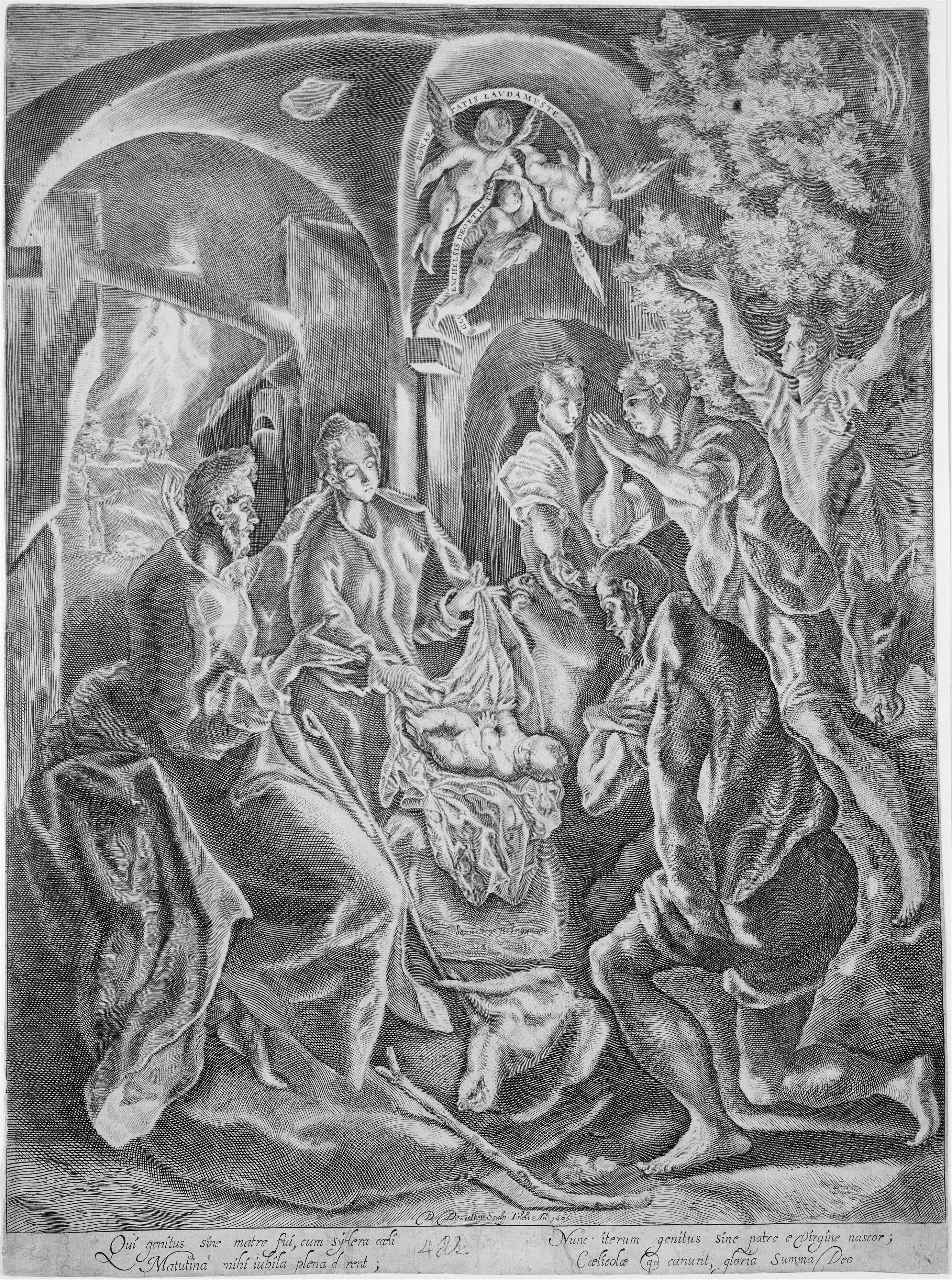
Grabado de Diego de Astor que reproduce este lienzo del Greco

La Adoración de los pastores es un tema recurrente en el corpus pictórico del Greco. Según Harold Wethey, existen nueve obras de esta temática, realizadas por el maestro o por su taller. Hay que tener en cuenta que este autor pone en duda el Tríptico de Módena, donde también figura una Adoración de los pastores.

## Temática de la obra
La Adoración de los pastores solamente aparece en el evangelio de Lucas (Lc 2: 8-20). El modelo para el presente lienzo probablemente sea la Adoración de los pastores (Correggio) que el Greco debía haber visto en Italia, y donde el Niño Jesús es la Fuente de la Luz.
.A menudo, La Natividad y la Adoración de los pastores se confunden, aunque iconográficamente son dos temas distintos. En una Natividad solamente aparece la Virgen María, José de Nazaret y el Niño Jesús, mientras que los pastores están ausentes. Los pastores solamente se representan en una Adoración de los Pastores. En los inventarios realizados por Jorge Manuel Theotocópuli —después de la muerte de su padre— constan 8 Natividades en el primer inventario, y 6 en el segundo. Es imposible saber si alguna de estas piezas coincide con una de las actualmente existentes, porqué aquellos inventarios no aclaran su iconografía.

## Análisis de la obra
- Localización: Museo del Patriarca; Valencia;[3]
- Técnica: óleo sobre lienzo;
- Dimensiones: 141 x 111 cm;
- En el catálogo razonado de Wethey consta con el n º. 26. Tiziana Frati le da la referencia 133-a.[4]

Este lienzo toma elementos de anteriores versiones de este mismo tema, especialmente de la Adoración de los pastores (El Greco, Bucarest), variándolos y reorganizándolos de otra forma. A la derecha, vemos a la Virgen y a san José bajo los restos de un edificio. A la izquierda, tres pastores, un ángel vestido de blanco, y las cabezas de un buey —que levanta su cabeza hacia los angelitos— y de un asno. En la parte superior, tres angelitos sostienen una filacteria, y en la parte de abajo hay un cordero. El conjunto de estas figuras forma un círculo alrededor del Niño Jesús, que es la fuente luminosa del cuadro.
A través de una obertura en la parte derecha, vemos la lejana anunciación a los pastores. El Greco representa la oscuridad nocturna y la luz procedente del Niño Jesús con pinceladas rápidas, aplicando generosamente la pintura, con colores vibrantes y típicos del manierismo: la Virgen viste túnica roja y manto azul. San José lleva una túnica azul claro y manto amarillo claro, el pastor a su izquierda paños verdes sobre calzones rojizos, y los pastores llevan, el primero ropas blancas, el segundo calzones azules y zamarra amarilla, y el tercero una túnica azul y ropajes amarillo verdoso.
Estos colores están resaltados por una luz tintineante que crea efectos dramáticos. Los personajes muestran el canon estético alargado, de cabeza pequeña y mirada estática, propia esta etapa del artista, dando una gran espiritualidad a la obra. Tanto los personajes como los ropajes muestran una gran agitación, dando la sensación de una experiencia emocional espontánea. Las deformaciones de los personajes no son únicamente ópticas, como en las etapas anteriores. En esta obra, el Greco comienza ya a mostrar un cierto expresionismo, que se hará más evidente en las fases posteriores.
En conjunto, es una obra etérea, visionaria, onírica, de gran coherencia formal y con unas figuras muy bien unificadas. Sin embargo, presenta algunas incoherencias: tanto los pies del pastor como los de san José bajo la cabeza del asno son "planos", no tienen dedos. Esto hace pensar que tal vez se trata de una obra inacabada, de una colaboración entre el maestro y un ayudante del taller, o que quizás sea una magnífica copia de un original perdido.

## Estado de conservación
El estado de conservación es muy bueno porqué siempre ha permanecido en el mismo edificio. En el año 2014, coincidiendo con el 400 aniversario de la muerte del Greco, el lienzo fue limpiado y restaurado, devolviéndole su esplendor original.

## Fecha de realización
El Greco muy raramente databa sus obras. En su etapa española, solamente se conoce una pintura datada: La Asunción de María (Santo Domingo el Antiguo) (1577). Sin embargo, para esta Adoración de los Pastores se tiene una fecha ante quem (1605) en la cual Diego de Astor publicó un grabado que reproduce fielmente este lienzo del Greco.

## Procedencia
Siempre ha estado en el Real Colegio Seminario del Corpus Christi, en Valencia, pero no se sabe si ingresó después de la muerte de su fundador, Juan de Ribera, (contemporáneo del Greco) o si fue más tarde. Como posible donante, cabe considerar a Don Pedro Laso de la Vega (1559-1637) coleccionista de obras del Greco, ya que la esposa de don Pedro estaba emparentada con Joan de Ribera. También es posible que fuera una donación de fray Isidoro Aliaga Martínez, sucesor de Juan de Ribera en la Archidiócesis de Valencia, y bien relacionado con la Archidiócesis de Toledo.